# فرزندان: دنیای شرور
فرزندان: دنیای شرور (به انگلیسی: Descendants: Wicked World) یک انیمیشن سریالی کوتاه کامپیوتری است که بر اساس فیلم فرزندان (فیلم شبکه دیزنی) ساخته شده‌است.
این سریال از ۱۸ سپتامبر ۲۰۱۵ به نمایش درآمد و ستارگانی همچون داو کامرون، سوفیا کارسون، سارا جفری و میشل هوپ در آن ایفای نقش می‌کنند. همچنین شخصیت‌های جدیدی مانند چین آن مک‌کلین و اورسولا طاهریان نیز به این سری اضافه شده‌است.

## داستان
قسمت قبل :ماجرا در شهری فانتزی و امروزی به نام آرادون اتفاق می‌افتد. جایی که ۲۰ سال پیش دلبر و دیو با هم ازدواج کردند. دیو تمام قلمروهای پادشاهی رو متحد کرد و خود به عنوان شاه ایالات متحده در «آرادون» شروع به جمع‌آوری شخصیت‌های بدجنس و شرور و تبعید آن‌ها را به یک جزیرهٔ دورافتاده با یک حصار جادویی کرد. اکنون پسر آن‌ها، بن -که قرار است به زودی شاه شود- تصمیم می‌گیرد فرصتی را برای بچه‌های آن افراد شرور فراهم کند تا به آرادون آمده و یک زندگی معمولی داشته باشند.
این فرزندان مل، ایوی، جی، کارلوس که در ابتدا مأموریت آن‌ها این بود که عصای پری مادر خوانده را دزدیده و والدین خود را از جزیره آزاد کنند. کم‌کم پس از ماجراهایی که پیش می‌آید به خوب بودن و مهربانی علاقه‌مند شده و کارهای شیطانی را کنار می‌گذارند.

دخترهای انیمیشن فرزندان: دنیای شرور

اکنون: بعد از تاج‌گذاری پرنسس بن، فرزندان افراد شیطان صفت، مَل (داو کامرون)، ایوی (سوفیا کارسون)، جِی (بوبو استوارت) و کارلوس (کامرون بویس) که اکنون در آرادون زندگی می‌کنند از شانس خود برای خوب بودن و خوبی به مردم استفاده می‌کنند در حالی که والدین شرور و شیطان صفت آن‌ها هنوز در جزیرهٔ گمشده هستند.
این سری انیمیشن کوتاه که دنبالهٔ فیلم فرزندان است در ۱۲ اپیزود به ماجراهای مَل و ایوی و پرنسس آدری و پرنس بن و دیگر شخصیت‌ها در آرادون می‌پردازد.

## شخصیت‌ها
- مَل (صداپیشه داو کامرون) – دختر ملفیسنت
- کارلوس (صداپیشه کامرون بویس) – پسر کرولای شیطان صفت (شخصیت بدجنس ۱۰۱ سگ خالدار)
- جِی (صداپیشه بوبو استوارت) – پسر جعفر (شخصیت بدجنس علاءالدین)
- ایوی (صداپیشه سوفیا کارسون) – دختر ملکهٔ بدجنس (نامادری سفیدبرفی)
- پرنسس بنجامین «بن» (صداپیشه میچل هوپ) – پسر دیو و بل (دلبر)
- پرنسس آدری (صداپیشه سارا جفری) – دختر پرنسس آرورا و پرنس فیلیپ
- جین (صداپیشه برنا دآمیکو) –دختر فرشتهٔ نجات (پری مادرخواندهٔ سیندرلا)
- لونی (صداپیشه دیان دوآن) – دختر مولان و لی شانگ
- جوردن (صداپیشه اورسولا طاهریان) – دختر غول چراغ جادو
- فردی (صداپیشه چین آن مک‌کلین) – دختر دکتر فاسیلیِر (شخصیت بدجنس شاهزاده خانم و قورباغه)
- الی (صداپیشه جنیفر ویل) – دختر آلیس
- سی جی (صداپیشه ناشناس) – دختر کاپیتان هوک (شخصیت بدجنس پیتر پن). خواهر او هریت در اولین کتاب فرزندان: جزیرهٔ گمشده حضور داشت.
- روبی (صداپیشه ناشناس) – دختر گیسوکمند و فلین رایدر (موهایش از موهای مادرش بلندتر است). همچنین خواهرش انکلسین در فرزندان: مدرسهٔ رازها حضور داشته‌است.

## آهنگ‌ها
- Good is the New Bad
- I'm Your Girl
- nigh is young

## اپیزودها
| شم. | عنوان                         | کارگردان         | نویسنده       | تاریخ انتشار اصلی |
| --- | ----------------------------- | ---------------- | ------------- | ----------------- |
| ۱ | «انفجار طعم ایوی»             | الیکی تئوفلاپولس | جولیا میراندا | ۱۸ سپتامبر ۲۰۱۵   |
| ایوی از مل التماس می‌کند تا به او برای خوشمزه کردن کیک فنجانی‌هایی که او برای قهرمانان و جشنواره قهرمانان پخته کمک کند.                                      |                               |                  |               |                   |
| ۲ | «مشکل عکس مَل»                 | الیکی تئوفلاپولس | جولیا میراندا | ۲۵ سپتامبر ۲۰۱۵   |
| مل در حال طراحی یک پرتره از آرورا است و بن به او توصیه می‌کند که عکس را به حالت اصلی برگرداند و نگران آبروی مل است.                                         |                               |                  |               |                   |
| ۳ | «Audrey's New Do? New Don't!» | الیکی تئوفلاپولس | جولیا میراندا | ۲ اکتبر ۲۰۱۵      |
| آدری از جین می‌خواهد که روی موهای او جادو کند، درحالی که جین گمان نمی‌کند بتواند حتی جادو انجام دهد ورد را می‌خواند اما…                                      |                               |                  |               |                   |
| ۴ | «مراقب باش چه آرزویی می‌کنی»   | الیکی تئوفلاپولس | جولیا میراندا | ۹ اکتبر ۲۰۱۵      |
| ایوی و آدری هرکدام دچار یک مشکل شده و از جادوی مَل کمک می‌خواهند و او را تحت فشار قرار می‌دهند، مل ناخواسته آرزویی می‌کند که عواقب پیش‌بینی نشده به همراه دارد… |                               |                  |               |                   |
| ۵ | «Voodoo? You Do»              | الیکی تئوفلاپولس | جولیا میراندا | ۱۶ اکتبر ۲۰۱۵     |
| در جزیرهٔ گمشده، بن، آدری، مل و ایوی در جستجوی پناهگاهی به یک فروشگاه می‌روند که توسط فردی دختر دکتر فاسیلیر اداره می‌شود.                                    |                               |                  |               |                   |
| ۶ | «چراغ جادوی عزیز، چراغ جادو»  | الیکی تئوفلاپولس | جولیا میراندا | ۲۳ اکتبر ۲۰۱۵     |
| فردی بن و آدری را به انجام کارهای شیطانی تحریک می‌کند در حالی که مَل متعجب است که آن‌ها چگونه به جزیره گمشده منتقل شدند.                                      |                               |                  |               |                   |
| ۷ | «غول شیک»                     | الیکی تئوفلاپولس | جولیا میراندا | ۶ نوامبر ۲۰۱۵     |
| بچه‌ها به داخل لامپ جوردن در آرادون منتقل شده‌اند از سوی دیگر فردی نیز که به همراه آنهاست فرصت خوبی برای خروج از جزیرهٔ گمشده به دست آورده‌است.                |                               |                  |               |                   |
| ۸ | «اغراق در خوشمزگی»            | الیکی تئوفلاپولس | جولیا میراندا | ۱۳ نوامبر ۲۰۱۵    |
| فردی هنوز سعی می‌کند که از راه درست راهی برای ماند در آرادون پیدا کند. او همچنین واقعاً به شدت از غذای آرادون لذت می‌برد.                                     |                               |                  |               |                   |
| ۹ | «خوب بودن یک بدی جدید است.»   | الیکی تئوفلاپولس | جولیا میراندا | ۲۷ نوامبر ۲۰۱۵    |
| در مسابقه آواز آرادون، هر تیم برای تحت‌الشعاع قرار دادن دیگران تلاش می‌کند اما بعد متوجه آن‌ها به خوبی باهم هماهنگند و با یکدیگر گروه بهتری هستند.            |                               |                  |               |                   |
| ۱۰ | «روز روح»                     | الیکی تئوفلاپولس | جولیا میراندا | ۴ دسامبر ۲۰۱۵     |
| روز روح در آرادون است و مَل تصادفاً یک طلسم را به جای شعار تشویق به کار می‌برد و او و جِی و ایوی هر سه طلسم می‌شوند.                                            |                               |                  |               |                   |
| ۱۱ | «من دختر توئم»                | الیکی تئوفلاپولس | جولیا میراندا | ۱۱ دسامبر ۲۰۱۵    |
| لونی برای رقص به برنامهٔ جوردن دعوت شده‌است و مل و ایوی به طراحی لباس او کمک می‌کنند.                                                                         |                               |                  |               |                   |
| ۱۲ | «درهمش کن»                    | الیکی تئوفلاپولس | جولیا میراندا | ۱۳ دسامبر ۲۰۱۵    |
| دخترها به داخل چراغ جادوی جوردن رفته تا باهم رقص آینده در دبستان آرادون را برنامه‌ریزی کنند.                                                                |                               |                  |               |                   |

### اپیزود ویژه
| شم.                                                                                          | عنوان            | کارگردان         | نویسنده       | تاریخ انتشار اصلی |
| -------------------------------------------------------------------------------------------- | ---------------- | ---------------- | ------------- | ----------------- |
| ۱                                                                                            | «آرزوی اعطا شده» | الیکی تئوفلاپولس | جولیا میراندا | ۱۳ دسامبر ۲۰۱۵    |
| تمام ۱۱ قسمت اول به استثنای قسمت ۸، ترکیب شده و یک اپیزود نیم ساعتهٔ خاص را به وجود آورده‌است. |                  |                  |               |                   |